# Naftali
Naftali (hebräisch נַפְתָּלִי naftāli) war der sechste Sohn Jakobs und der zweite mit Bilha, der Leibmagd Rahels (Gen 35,25 ). Naftali ist einer der zwölf Stammväter Israels.  

## Name
Die Etymologie des Namens Naftali ist umstritten. Möglicherweise leitet er sich von der Wurzel פתל ptl „der Listige“, „der Geschickte“ ab (vgl. Gen 30,8 ). Eine andere Deutung verweist auf die Wurzel *naft und übersetzt „Hügelbewohner“.

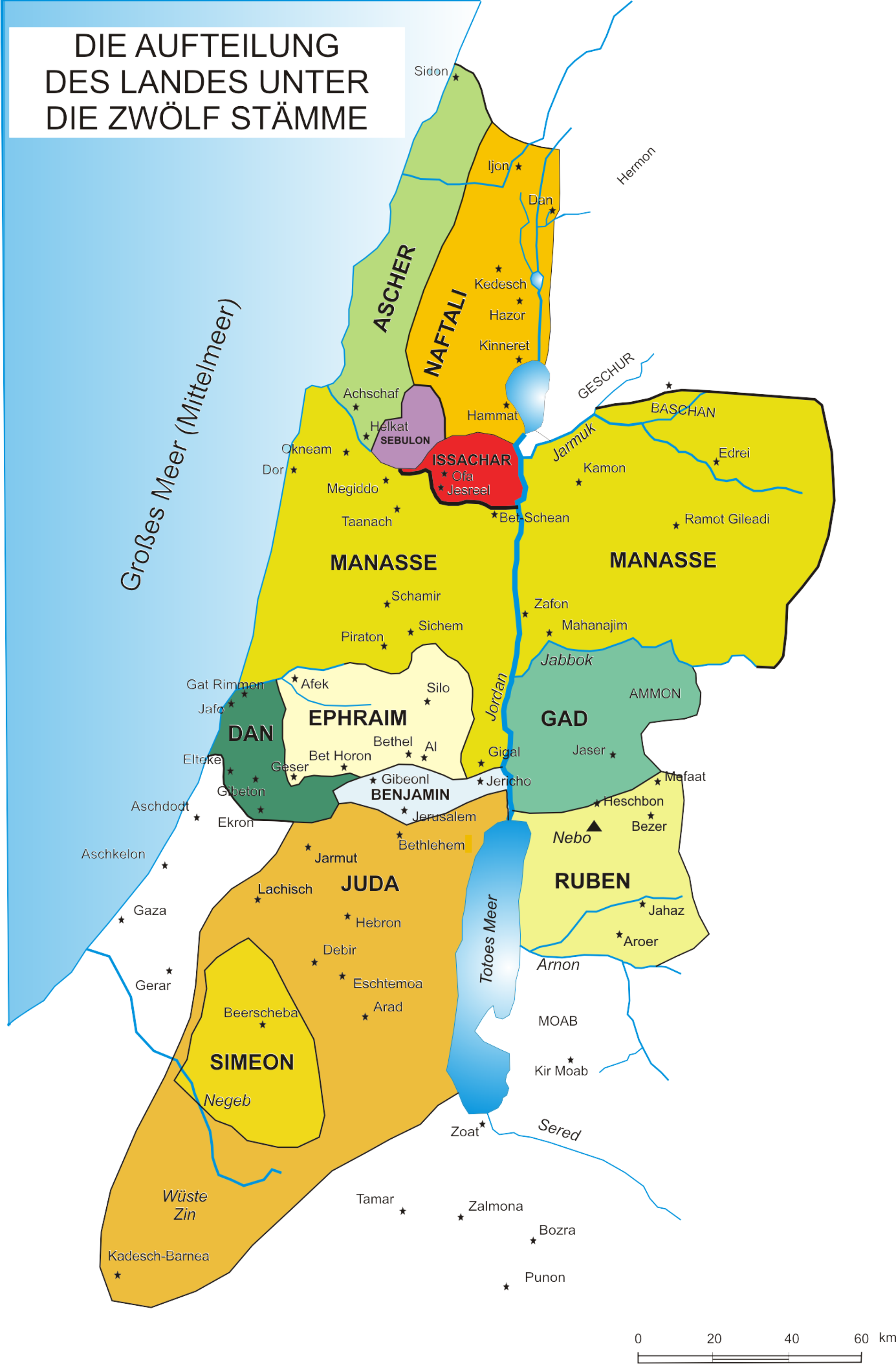
Die 12 Stämme Israels

## Stamm
Das Siedlungsgebiet vom Stamm Naftali lag im Nordreich Israel auf dem Ostteil des Berglandes der späteren römischen Provinz Galiläa. Am Sieg Deboras und Baraks über den kanaanitischen Feldhauptmann Sisera hatte der Stamm Naftali einen bedeutenden Anteil (Ri 4,6.10 ; 5,18 ). Auch bei Gideons Sieg über die Midianiter war Naftali beteiligt (Ri 6,35 ; 7,23 ). Das Siedlungsgebiet des Stammes war im 9. Jh. v. Chr. ständig von Eroberungsfeldzügen der Aramäer (Syrer) bedroht (1 Kön 15,20 ) und wurde 733 v. Chr. vom assyrischen Reich annektiert (2 Kön 15,29 ).
Kinnereth war ein Hauptort im Siedlungsgebiet des Stammes Naftali.
Im biblischen Gebiet des Stammes Naftali gelegen, enthält der Moshav  Ramot Naftali (Anhöhen von Naftali)  diesen in seinem Namen.

## Stammestier
Gemäß Midrasch Bemidbar Rabba 2 ist die Hirschkuh (hebräisch אַיָּלָה ʾjjālāh) das Wappentier des Stammes, da der biblische Jakob Naftali in seinem Segen mit einer schnellen Hirschkuh (Gen 49,21 ) verglich. Die Bezeichnung des Tieres leitet sich  von einem Zeitwort mit der Bedeutung „schnell, vorne, mächtig sein“ ab. Die Hirschkuh ist einerseits als Hinweis auf die Beweglichkeit und Freiheit der Nachkommen Naftalis zu verstehen, andererseits als Bild für schnellfüßige Kämpfer.
Der jiddische Nachname Herschel leitet sich wohl daher ab.